# Bolbeno
Bolbeno (im Trentiner Dialekt: Bolbén oder Balbén, deutsch veraltet: Bulben) ist eine Fraktion der Gemeinde (comune) Borgo Lares und war bis 2015 eine eigenständige Gemeinde im Trentino in der autonomen Region Trentino-Südtirol. 

## Geographie
Bolbeno liegt etwa 29,5 Kilometer westsüdwestlich von Trient auf einer Höhe von 585 m.s.l.m. in den Inneren Judikarien auf der orographisch rechten Talseite des Flusses Sarca. Zur ehemaligen Gemeinde gehörte noch die Fraktion Stele. Bis zur Eingemeindung war sie Teil der Talgemeinschaft Comunità delle Giudicarie. Nachbargemeinden waren Bleggio Superiore, Bondo, Ledro, Preore, Tione di Trento und Zuclo. 

## Geschichte
In einem Dokument aus dem November 928 wird der Ort erstmals urkundlich erwähnt. Die Gemeinde Bolbeno schloss sich am 1. Januar 2016 mit Zuclo zur neuen Gemeinde Borgo Lares zusammen.